# Cormobates placens
Il rampichino papua (Cormobates placens (Sclater, 1874)) è un uccello passeriforme della famiglia Climacteridae.

## Etimologia
Il nome scientifico della specie, placens, significa "che piace" in latino, in riferimento alla colorazione di questi uccelli.

## Descrizione

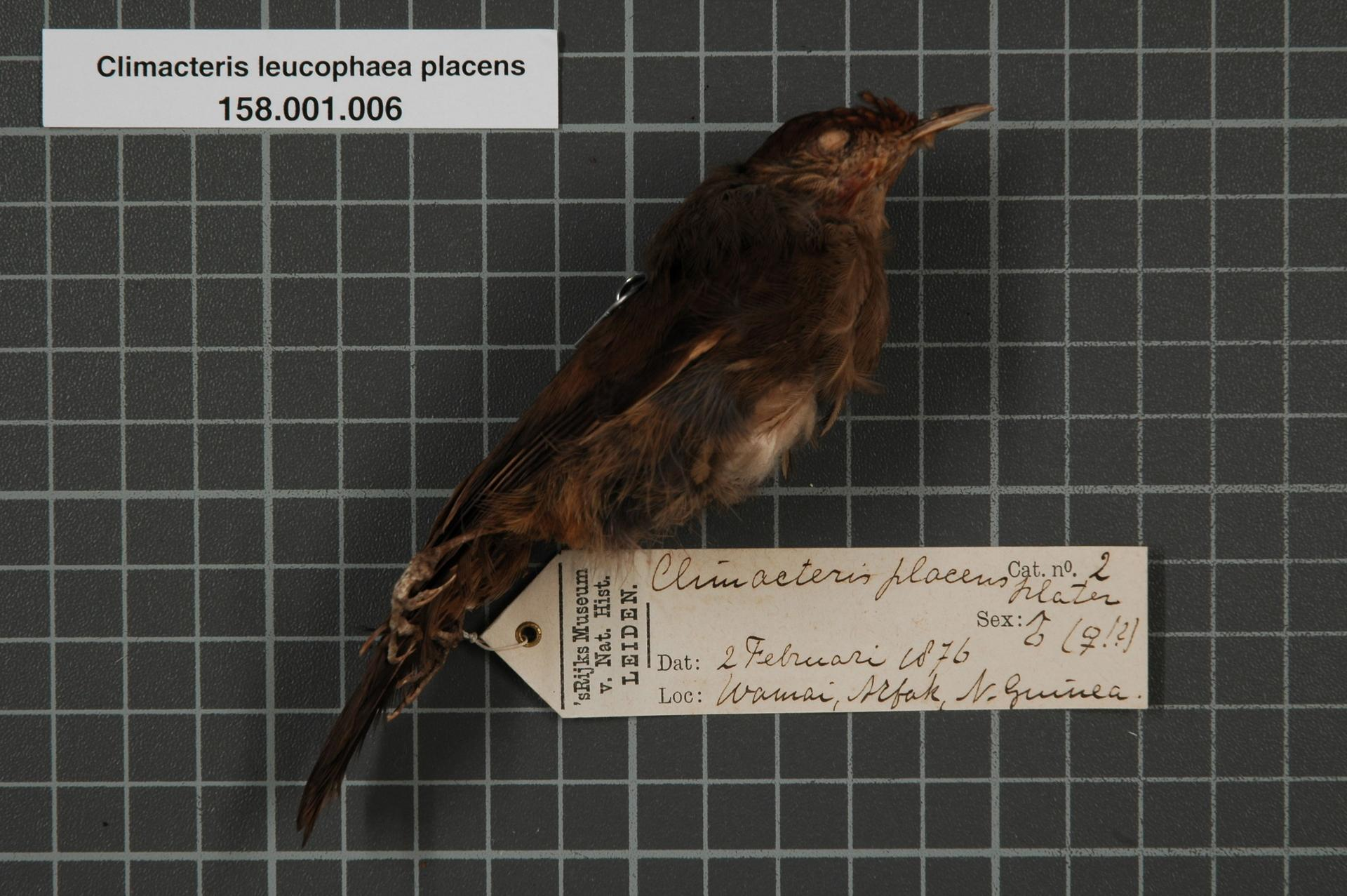
Maschio impagliato.

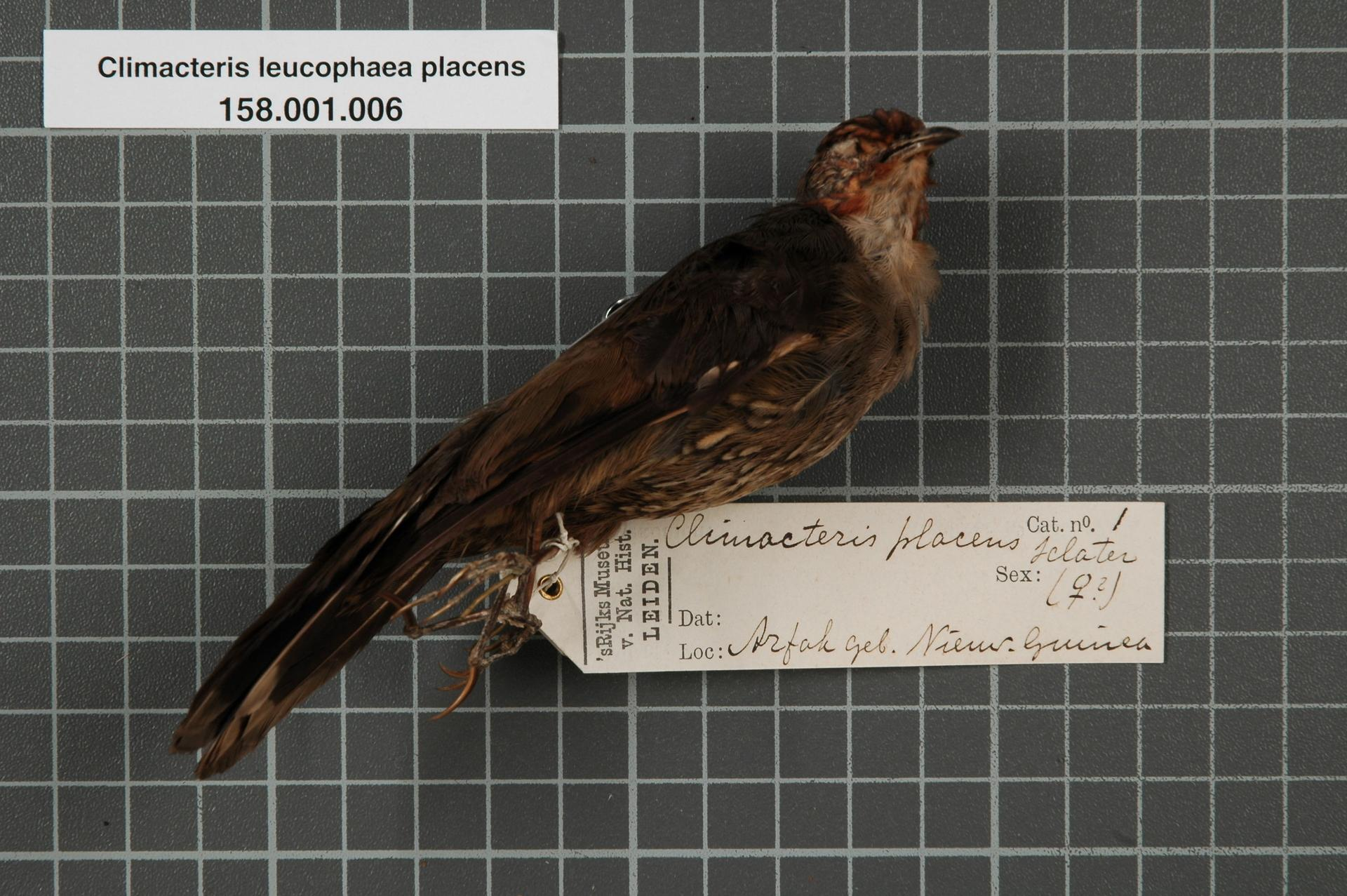
Femmina impagliata.

### Dimensioni
Misura 14,5 cm di lunghezza, per 12-19,5 g di peso.

### Aspetto
Si tratta di uccelli dall'aspetto robusto, muniti di testa arrotondata con becco sottile e appuntito lievemente ricurvo verso il basso, ali appuntite, zampe forti e dalle unghie ricurve e coda rigida e rettangolare.
Il piumaggio è di colore grigio scuro sulla testa, con gola biancastra, dorso e ali di colore bruno-grigiastro e coda grigio-nerastra: il petto ed il ventre sono di color grigio cenere con evidenti sfumature rosa-rossicce, coi fianchi striati di scuro, mentre il sottocoda è biancastro con zebrature nere.
Il dimorfismo sessuale è ben evidente: le femmine, infatti, presentano un sopracciglio di colore bianco sporco, oltre a mostrare l'area alla base del becco di colore rossiccio, colore che si prolunga fino a occhi e guance a formare una sorta di mascherina.
In ambedue i sessi il becco e le zampe sono di colore nerastro, mentre gli occhi sono di colore bruno scuro.

## Biologia
Si tratta di uccelli diurni e solitari (sebbene durante il periodo degli amori si riuniscano in coppie): similmente ai rampichini propriamente detti, questi animali passano la maggior parte della giornata alla ricerca di cibo, percorrendo i tronchi e i rami degli alberi in maniera elicoidale dal basso verso l'alto, ispezionando ogni buco, crepa e spaccatura della corteccia al fine di scoprire l'eventuale presenza di potenziali prede.
Sebbene si tratti di uccelli piuttosto timidi e difficili da avvistare, risulta invece molto più facile udire il richiamo di questi uccelli, il quale consiste in serie di 5-10 note flautate generalmente ascendenti nel finale.

### Alimentazione
Questi uccelli sono sicuramente insettivori, ma l'esatta composizione della loro dieta non è ancora nota.

### Riproduzione
Mancano informazioni sulla riproduzione di questi uccelli: essa, tuttavia, verosimilmente non differisce in maniera significativa, per modalità e tempistica, da quanto osservabile negli altri rampichini australiani.

## Distribuzione e habitat
Come intuibile dal nome comune, il rampichino papua è endemico della Nuova Guinea, della quale abita tutto l'asse montuoso centrale, oltre alle aree montuose della penisola di Doberai.
L'habitat di questi uccelli è rappresentato dalla foresta pluviale montana e nebulosa sopra i 1250 m di quota.

## Tassonomia
Se ne riconoscono due sottospecie:

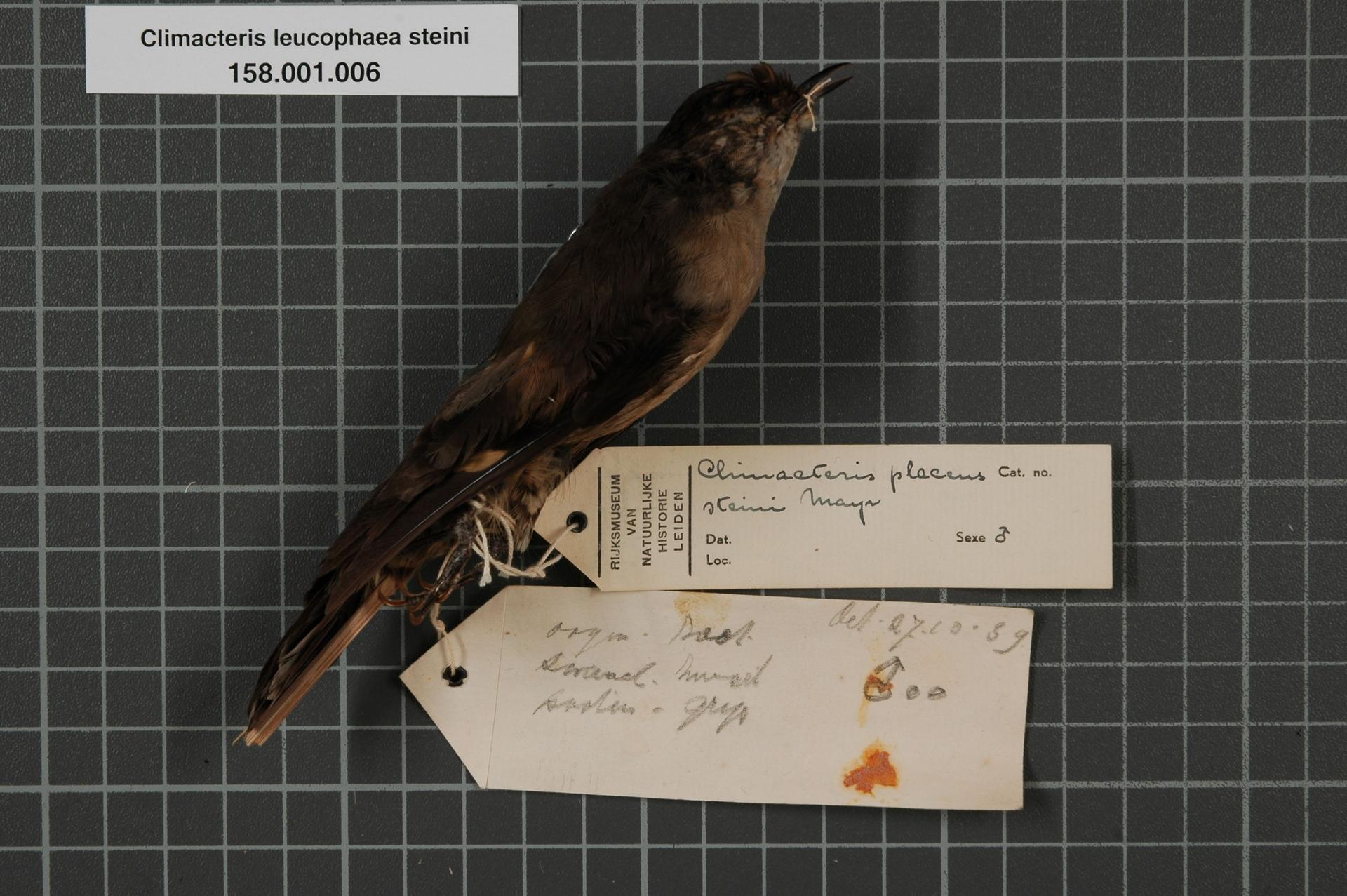
Maschio impagliato della presunta sottospecie steini.

- Cormobates placens placens (Sclater, 1874) - la sottospecie nominale, diffusa nella maggior parte dell'areale occupato dalla specie;
- Cormobates placens meridionalis (Hartert, 1907) - endemica della penisola di Papua;

Alcuni autori riconoscerebbero inoltre le sottospecie steini dei monti Maoke e inexpectata dei monti Sudirman, sinonimizzate con la nominale.